# Barsent
Barsent (grč. Barsaentes) je bio satrap Arahozije i Drangijane u službi Perzijskog Carstva. Vladao je u doba Darija III. Kodomana, posljednjeg perzijskog vladara iz ahemenidske dinastije. Grčki povjesničari Arijan i Diodor sa Sicilije navode kako je sudjelovao u bitci kod Gaugamele (331. pr. Kr.), te kako se nakon poraza zajedno s baktrijskim satrapom Besom urotio protiv Darija III. Barsent je osobno sudjelovao i u Darijevom ubojstvu pokraj grada Raja. Pred makedonskim progoniteljima pobjegao je u Indiju, no lokalno stanovništvo predalo ga je Aleksandru Makedonskom nakon čega je pogubljen.

## Poveznice
- Arahozija
- Drangijana
- Bitka kod Gaugamele
- Darije III.

## Vanjske poveznice
- Barsent (Barsaentes), AncientLibrary.com